# Єш атід
Єш атід (івр. יֵש עָתִיד, «Є майбутнє») — політична партія в Ізраїлі, заснована Яіром Лапідом у 2012 році. 29 квітня Лапід подав офіційну заяву про реєстрацію партії.

## Платформа
Згідно із заявою, поданою при реєстрації партії, цілями партії є:
- Зміна пріоритетів в Ізраїлі, з розстановкою акценту на освіту, житло, охорону здоров'я і поліцію, і поліпшення становища середнього класу
- Зміна системи влади
- Економічне процвітання і ефективність
- Рівність в освіті та призову до армії
- Боротьба з корупцією, включаючи державну корупцію та інститути на кшталт «міністр без портфеля»
- Проведення закону про освіту за сприяння спілок вчителів, скасування більшості іспитів на атестат зрілості (багрут), введення індексу диференціального освіти, введення шкільної автономності.
- Пропозиція конституції, яка врегулює напружені відносини між різними групами населення Ізраїлю.
- Прагнення до мирної угоди за принципом «Дві країни для двох народів», зберігаючи великі блоки поселень і забезпечення миру для Ізраїлю.